# Abanycha fasciata
Abanycha fasciata är en skalbaggsart som beskrevs av Maria Helena M. Galileo och Martins 2005. Abanycha fasciata ingår i släktet Abanycha och familjen långhorningar.
Artens utbredningsområde är Venezuela. Inga underarter finns listade i Catalogue of Life.